# Kunešov
Kunešov é um município da Eslováquia, situado no distrito de Žiar nad Hronom, na região de Banská Bystrica. Tem 23,63 km² de área e sua população em 2018 foi estimada em 208 habitantes.

## Demografia
| Ano:        | 1994 | 2004   | 2014   | 2024    |
| ----------- | ---- | ------ | ------ | ------- |
| Broj ljudi: | 262  | 252    | 238    | 197     |
| Razlika:    |      | -3,81% | -5,55% | -17,22% |

| Ano:               | 2023 | 2024   |
| ------------------ | ---- | ------ |
| Número de pessoas: | 203  | 197    |
| Diferença:         |      | -2,95% |